# Acacia mangium
Acacia mangium — вид квіткових рослин з родини бобових. Ареал: Австралія (Квінсленд), Індонезія (Папуа, Малуку), Папуа Нова Гвінея.

## Середовище
Більшість природних середовищ знаходяться в прибережних тропічних низовинах з висотою 0–800 метрів (над рівнем моря). Ґрунти, як правило, кислі і варіюються від піщаних або суглинних алювіальних до червоно-коричневих суглинних глин. Він демонструє швидке природне відновлення, коли його природні насадження порушуються, і його все ще багато в межах його природного поширення.

## Біоморфологічна характеристика
Це дерево до 30 метрів заввишки.

## Використання
Деревина A. mangium підходить для ряду цілей, включаючи дрова, деревне вугілля, будівельну та меблеву деревину, промислову підлогу, шпон та виробництво ДСП. Може служити кормом для худоби і дуже добре підходить для мульчування ґрунту. Його квіти можуть бути використані бджолами для виробництва меду.